# Abdülkadir Ömür
Abdülkadir Ömür (Trebisonda, 25 giugno 1999) è un calciatore turco, centrocampista dell'Antalyaspor, in prestito dall'Hull City.

## Caratteristiche tecniche
Centrocampista molto tecnico, veloce, dotato di un'ottima visione di gioco, nonostante il fisico esiguo è abile negli anticipi. È stato paragonato a Gheorghe Hagi ed Emre Belözoğlu, anche se lo stesso Ömür ha dichiarato di ispirarsi ad Andrés Iniesta.

## Carriera

### Club
Cresciuto nel settore giovanile del Trabzonspor, squadra della sua città natale, ha esordito in prima squadra il 12 gennaio 2016, a 16 anni, nella partita di Coppa di Turchia vinta per 1-4 contro l'Adanaspor. Nella stagione 2019-2020 vince una Coppa di Turchia.

### Nazionale
Ha giocato in tutte le nazionali giovanili turche, esordendo con l'under-21 il 5 ottobre 2017, in occasione della partita di qualificazione all'Europeo 2019 persa per 2-1 contro Cipro.

## Statistiche

### Presenze e reti nei club
Statistiche aggiornate al 30 giugno 2025.
| Stagione           | Squadra            | Campionato         | Campionato | Campionato | Coppe nazionali | Coppe nazionali | Coppe nazionali | Coppe continentali | Coppe continentali | Coppe continentali | Altre coppe | Altre coppe | Altre coppe | Totale | Totale |
| Stagione           | Squadra            | Comp               | Pres       | Reti       | Comp            | Pres            | Reti            | Comp               | Pres               | Reti               | Comp        | Pres        | Reti        | Pres   | Reti   |
| ------------------ | ------------------ | ------------------ | ---------- | ---------- | --------------- | --------------- | --------------- | ------------------ | ------------------ | ------------------ | ----------- | ----------- | ----------- | ------ | ------ |
| dic. 2015-2016     | Trabzonspor        | SL                 | 0          | 0          | TK              | 2               | 0               | -                  | -                  | -                  | -           | -           | -           | 2      | 0      |
| 2016-2017          | Trabzonspor        | SL                 | 2          | 0          | TK              | 3               | 1               | -                  | -                  | -                  | -           | -           | -           | 5      | 1      |
| 2017-2018          | Trabzonspor        | SL                 | 29         | 3          | TK              | 3               | 0               | -                  | -                  | -                  | -           | -           | -           | 32     | 3      |
| 2018-2019          | Trabzonspor        | SL                 | 29         | 5          | TK              | 3               | 0               | -                  | -                  | -                  | -           | -           | -           | 32     | 5      |
| 2019-2020          | Trabzonspor        | SL                 | 14         | 3          | TK              | 3               | 1               | UEL                | 4                  | 0                  | -           | -           | -           | 21     | 4      |
| 2020-2021          | Trabzonspor        | SL                 | 23         | 2          | TK              | 0               | 0               | -                  | -                  | -                  | -           | -           | -           | 23     | 2      |
| 2021-2022          | Trabzonspor        | SL                 | 33         | 7          | TK              | 3               | 0               | UECL               | 2                  | 0                  | -           | -           | -           | 38     | 7      |
| 2022-2023          | Trabzonspor        | SL                 | 29         | 2          | TK              | 1               | 1               | UCL+UEL+UECL       | 2+6+2              | 0+0+0              | ST          | 1           | 0           | 41     | 3      |
| 2023-feb. 2024     | Trabzonspor        | SL                 | 16         | 0          | TK              | 1               | 0               |                    | -                  | -                  |             | -           | -           | 17     | 0      |
| Totale Trabzonspor | Totale Trabzonspor | Totale Trabzonspor | 175        | 22         |                 | 19              | 3               |                    | 16                 | 0                  |             | 1           | 0           | 211    | 25     |
| feb.-giu. 2024     | Hull City          | FLC                | 16         | 0          | FACup+CdL       | 0               | 0               |                    | -                  | -                  |             | -           | -           | 16     | 0      |
| 2024-feb. 2025     | Hull City          | FLC                | 20         | 0          | FACup+CdL       | 0+1             | 0+0             |                    | -                  | -                  |             | -           | -           | 21     | 0      |
| Totale Hull City   | Totale Hull City   | Totale Hull City   | 36         | 0          |                 | 1               | 0               |                    | -                  | -                  |             | -           | -           | 37     | 0      |
| feb.-giu. 2025     | Çaykur Rizespor    | SL                 | 6          | 0          | TK              | 1               | 0               | -                  | -                  | -                  | -           | -           | -           | 7      | 0      |
| Totale carriera    | Totale carriera    | Totale carriera    | 217        | 22         |                 | 21              | 3               |                    | 16                 | 0                  |             | 1           | 0           | 250    | 25     |

### Cronologia presenze e reti in nazionale
| Cronologia completa delle presenze e delle reti in nazionale ― Turchia | Cronologia completa delle presenze e delle reti in nazionale ― Turchia | Cronologia completa delle presenze e delle reti in nazionale ― Turchia | Cronologia completa delle presenze e delle reti in nazionale ― Turchia | Cronologia completa delle presenze e delle reti in nazionale ― Turchia | Cronologia completa delle presenze e delle reti in nazionale ― Turchia | Cronologia completa delle presenze e delle reti in nazionale ― Turchia | Cronologia completa delle presenze e delle reti in nazionale ― Turchia |
| Data                                                                   | Città                                                                  | In casa                                                                | Risultato                                                              | Ospiti                                                                 | Competizione                                                           | Reti                                                                   | Note                                                                   |
| ---------------------------------------------------------------------- | ---------------------------------------------------------------------- | ---------------------------------------------------------------------- | ---------------------------------------------------------------------- | ---------------------------------------------------------------------- | ---------------------------------------------------------------------- | ---------------------------------------------------------------------- | ---------------------------------------------------------------------- |
| 30-5-2019                                                              | Antalya                                                                | Turchia                                                                | 2 – 1                                                                  | Grecia                                                                 | Amichevole                                                             | -                                                                      | 46’                                                                    |
| 2-6-2019                                                               | Antalya                                                                | Turchia                                                                | 2 – 0                                                                  | Uzbekistan                                                             | Amichevole                                                             | -                                                                      | 65’                                                                    |
| 8-6-2019                                                               | Konya                                                                  | Turchia                                                                | 2 – 0                                                                  | Francia                                                                | Qual. Euro 2020                                                        | -                                                                      | 90’                                                                    |
| 11-6-2019                                                              | Reykjavík                                                              | Islanda                                                                | 2 – 1                                                                  | Turchia                                                                | Qual. Euro 2020                                                        | -                                                                      | 63’                                                                    |
| 7-10-2020                                                              | Colonia                                                                | Germania                                                               | 3 – 3                                                                  | Turchia                                                                | Amichevole                                                             | -                                                                      | 85’                                                                    |
| 11-10-2020                                                             | Mosca                                                                  | Russia                                                                 | 1 – 1                                                                  | Turchia                                                                | UEFA Nations League 2020-2021 - 1º turno                               | -                                                                      | 81’                                                                    |
| 14-10-2020                                                             | Istanbul                                                               | Turchia                                                                | 2 – 2                                                                  | Serbia                                                                 | UEFA Nations League 2020-2021 - 1º turno                               | -                                                                      | 86’                                                                    |
| 27-5-2021                                                              | Alanya                                                                 | Turchia                                                                | 2 – 1                                                                  | Azerbaigian                                                            | Amichevole                                                             | -                                                                      | 67’                                                                    |
| 31-5-2021                                                              | Adalia                                                                 | Turchia                                                                | 0 – 0                                                                  | Guinea                                                                 | Amichevole                                                             | -                                                                      | 46’                                                                    |
| 16-11-2021                                                             | Podgorica                                                              | Montenegro                                                             | 1 – 2                                                                  | Turchia                                                                | Qual. Mondiali 2022                                                    | -                                                                      | 79’                                                                    |
| 18-11-2023                                                             | Berlino                                                                | Germania                                                               | 2 – 3                                                                  | Turchia                                                                | Amichevole                                                             | -                                                                      | 34’ 57’                                                                |
| 21-11-2023                                                             | Cardiff                                                                | Galles                                                                 | 1 – 1                                                                  | Turchia                                                                | Qual. Euro 2024                                                        | -                                                                      | 33’                                                                    |
| 26-3-2024                                                              | Vienna                                                                 | Austria                                                                | 6 – 1                                                                  | Turchia                                                                | Amichevole                                                             | -                                                                      | 78’                                                                    |
| 4-6-2024                                                               | Bologna                                                                | Italia                                                                 | 0 – 0                                                                  | Turchia                                                                | Amichevole                                                             | -                                                                      | 46’                                                                    |
| Totale                                                                 |                                                                        | Presenze                                                               | 14                                                                     |                                                                        | Reti                                                                   | 0                                                                      |                                                                        |

| Cronologia completa delle presenze e delle reti in nazionale ― Turchia under 21 | Cronologia completa delle presenze e delle reti in nazionale ― Turchia under 21 | Cronologia completa delle presenze e delle reti in nazionale ― Turchia under 21 | Cronologia completa delle presenze e delle reti in nazionale ― Turchia under 21 | Cronologia completa delle presenze e delle reti in nazionale ― Turchia under 21 | Cronologia completa delle presenze e delle reti in nazionale ― Turchia under 21 | Cronologia completa delle presenze e delle reti in nazionale ― Turchia under 21 | Cronologia completa delle presenze e delle reti in nazionale ― Turchia under 21 |
| Data                                                                            | Città                                                                           | In casa                                                                         | Risultato                                                                       | Ospiti                                                                          | Competizione                                                                    | Reti                                                                            | Note                                                                            |
| ------------------------------------------------------------------------------- | ------------------------------------------------------------------------------- | ------------------------------------------------------------------------------- | ------------------------------------------------------------------------------- | ------------------------------------------------------------------------------- | ------------------------------------------------------------------------------- | ------------------------------------------------------------------------------- | ------------------------------------------------------------------------------- |
| 5-10-2017                                                                       | Larnaca                                                                         | Cipro under 21                                                                  | 2 – 1                                                                           | Turchia under 21                                                                | Qual. Europeo Under-21 2019                                                     | -                                                                               |                                                                                 |
| 10-10-2017                                                                      | Istanbul                                                                        | Turchia under 21                                                                | 0 – 0                                                                           | Ungheria under 21                                                               | Qual. Europeo Under-21 2019                                                     | -                                                                               |                                                                                 |
| 23-3-2018                                                                       | Adalia                                                                          | Turchia under 21                                                                | 0 – 3                                                                           | Svezia under 21                                                                 | Qual. Europeo Under-21 2019                                                     | -                                                                               | 44’ 80’                                                                         |
| Totale                                                                          |                                                                                 | Presenze                                                                        | 3                                                                               |                                                                                 | Reti                                                                            | 0                                                                               |                                                                                 |

## Palmarès

### Club

#### Competizioni nazionali
- Coppa di Turchia: 1

Trabzonspor: 2019-2020
- Campionato turco: 1

Trabzonspor: 2021-2022
- Supercoppa di Turchia: 1

Trazbonspor: 2022